# Баттир
Батти́р — палестинская деревня, расположенная в 6,4 км к западу от Вифлеема и к юго-западу от Иерусалима, между городами Наблус и Хеврон. Население деревни по состоянию на 2007 год составляет (юридически) 3967 человек.
В данной деревне используется уникальная система орошения небольших долин, представляющих своего рода каменные террасы, с помощью сети каналов, непосредственно питаемых от подземных источников воды. Некоторые из таких террас орошаются, и на них выращиваются различные овощные культуры. На тех участках террас, которые не орошаются, располагаются рощи оливковых деревьев и виноградные плантации.
Ещё в 2011 году ЮНЕСКО выделило 15 тысяч долларов для целей сохранения ирригационной системы Баттира. 20 июня 2014 года культурный ландшафт, оливковые рощи и виноградники Баттира были включены в список Всемирного наследия ЮНЕСКО, будучи одновременно занесены также в список объектов Всемирного наследия, находящихся под угрозой уничтожения. Официальное название ЮНЕСКО на русском языке — Культурный ландшафт южной части Иерусалима, Батир (Палестина).